# 特彭
特彭是德国巴伐利亚州的一个市镇。总面积20.80平方公里，总人口1132人，其中男性559人，女性573人（2011年12月31日），人口密度54人/平方公里。